# Wilma Scholl
Wilma Scholl (* 7. Juli 1939 in Kiedrich) wurde im „Jahrhundertjahrgang“ 1959 unter ihrem Geburtsnamen Wilma Seyer zur elften Deutschen Weinkönigin gewählt.
Ihr Vater war Feierabendwinzer in Kiedrich und ihre Mutter Schneiderin. Sie selbst arbeitete als Buchhalterin bei der Sektkellerei MM in Eltville am Rhein. Ihre Wahl zur Weinkönigin verdankte sie einem Zufall. Die vor ihr amtierende Rheingauer Weinkönigin des Jahres 1959/60, Elisabeth Korn, wollte nach Ablauf ihrer Amtszeit heiraten und konnte daher nach den damaligen Bestimmungen, die unverheiratete Kandidatinnen forderten, nicht an der Wahl zur Deutschen Weinkönigin teilnehmen. Wilma Seyer, die gerade erst zu ihrer Nachfolgerin gewählt worden war, erklärte sich bereit, als Ersatz einzuspringen, und fuhr ohne vorbereitete Dankesrede zur Wahl nach Neustadt an der Weinstraße, da sie sich keine Chancen ausrechnete. Zur Überraschung aller wurde sie aber gewählt. Es war das erste Mal, dass eine Vertreterin des Rheingaus diesen Titel trug.
Sie war die erste Deutsche Weinkönigin, die offiziell als Botschafterin des Deutschen Weins ins europäische Ausland reiste. Die Reise führte sie zum Weinfest nach Jerez, wo sie eine Woche bei der Familie der spanischen Weinkönigin in Andalusien verbrachte. Der damalige Außenminister der Bundesrepublik, Heinrich von Brentano, eröffnete ihr und ihren Nachfolgerinnen diese Möglichkeiten, indem er sie bei den von ihm angeregten Diplomatenweinwochen in Kloster Eberbach dem diplomatischen Corps präsentierte.
Nach ihrer Amtszeit als Weinkönigin heiratete sie den Früchtegroßhändler Christian Scholl. Aus der Ehe gingen vier Kinder hervor, darunter der Arzt Johannes Scholl, der sich mit zahlreichen Publikationen zum Thema Wein und Gesundheit auch als Weinautor einen Namen gemacht hat, die international gefragte Sopranistin Elisabeth Scholl und der bekannte Countertenor Andreas Scholl.
Nach dem frühen Tod der zweiten Tochter Christine begann sie mit zahlreichen Projekten wie Familienkonzerten den 1991 von der Schauspielerin Witta Pohl gegründeten Verein Kinderluftbrücke e.V. zu unterstützen. Die Organisation machte es sich zur Aufgabe, ehrenamtlich in Osteuropa Kindern in Not zu helfen. Inzwischen werden 17 Projekte in diesen Ländern betreut.
2008 wurde Wilma Scholl für ihre zahlreichen ehrenamtlichen Verdienste das Bundesverdienstkreuz am Bande verliehen.